# Chikita
Chikita (in Deutschland: Wenn Männer Schlange stehen bzw. Chikita ihr klein Häuschen) ist ein Schweizer Spielfilm aus dem Jahre 1961 von Karl Suter mit der deutschen Diseuse Hanne Wieder in der Titelrolle.

## Handlung
Die Schweizerin und Bordellbesitzerin Chikita Hausmann muss in einem fiktiven südamerikanischen Land ihr Etablissement schließen, als es dort zu einer Revolution kommt, die sich die Wiederherstellung angeblicher Moral auf ihre Fahnen geschrieben hat. Daraufhin kehrt sie in ihre alte Heimat zurück, wo sie eine ähnlich gelagerte Lokalität in einer verschlafenen Kleinstadt hochzieht. Während die weibliche Bevölkerung sich ganz ihrer moralischen Entrüstung hingibt, zeigen sich die Männer, allen voran die Kleinstadt-Honoratioren mittleren Alters, durchaus positiv gestimmt und legen ein ganz persönliches Interesse für diese neue Einrichtung an den Tag. Dabei erweist sich Chikita, vor deren Freudenhaus (wie der deutsche Titel verrät) die Männer bald Schlange stehen, als äußerst geschäftstüchtig und clever. Sie versteht es sogar, die besorgten Ehefrauen mit einer Namensschöpfung für ihr Bordell zu beruhigen, in dem sie ihre Liebeslaube „Kreis zur Erweiterung kultureller Beziehungen“ nennt. Bald pfeifen es die Spatzen von den Dächern, welche „kulturelle“ Interaktion dort stattfindet, lediglich Philip Sprüngli, ein ebenso gutmütiger wie etwas weltfremd-naiver Angestellter einer Immobilienfirma, der diese Einrichtung verwaltet, ist vollkommen arglos. Sprüngli, dieser harmlose Schmetterlingsjäger mit dem Gemüt eines „reinen Toren“, findet sogar die Zuneigung der Chefin des Hauses, da sie seine Naivität einfach nur niedlich findet.
In der Nachbarschaft zu Chikitas Haus der Lüste haben musikbegeisterte Jugendliche derweil einen Jazzkeller eingerichtet. Dies stößt bei den Kommunalbeamten auf einigen Widerstand. Nicht etwa, weil sie diese Musik als „jugendverderblich“ geißeln würden (wie man von offizieller Seite postuliert). Vielmehr haben die Honoratioren, die allesamt 50 Jahre bereits deutlich überschritten haben und bei Madame Chikita gern gesehene Gäste sind, beträchtliche Sorge, dass der eine oder andere Zögling seinen eigenen Vater beim Betreten oder Verlassen des Bordells sehen und erkennen könnte. Es bleibt trotz der vorsorglichen Schließung des Jazzschuppens nicht aus, dass sich eines Tages vor Ort die Generationen über den Weg laufen. Der Skandal wäre da …, wenn die geschäftstüchtige Chikita nicht auch hierfür eine Lösung parat hätte: Um zukünftigen Ärger zu vermeiden, bietet sie der Stadtverwaltung an, ihre Lokalität für ein ordentliches Sümmchen abzukaufen. Und so geschieht es: „Sitte und Anstand“ kehren wieder zurück, und Chikitas ehemaliger Puff wird in einen Jugendtreffpunkt umgewandelt. Chikita selbst aber greift sich ihren Sprüngli und geht mit ihm auf Schmetterlingsjagd zurück nach Südamerika. Dort hat gerade eine neuerliche Revolution die alten Zustände wiederhergestellt.

## Produktionsnotizen
Chikita wurde im August und September 1961 gedreht und am 15. Dezember 1961 im Zürcher Urban-Kino uraufgeführt. Die Atelieraufnahmen entstanden im Filmstudio Salmen in Schlieren, die Außenaufnahmen wurden in Locarno, Zürich, Zug, Luzern und Küsnacht abgedreht. Die deutsche Erstaufführung fand am 27. April 1962 statt, die österreichische bereits am 16. Februar desselben Jahres.
Für die Filmbauten zeichnete Nino Borghi verantwortlich, die Kostüme entwarf Mimi Grelling. Bruno Ganz, hier in seiner zweiten Filmrolle, hat einen nur sekundenkurzen Auftritt als Jazzbegeisterter.
Aufgrund seiner als „amoralisch“ gegeißelten Kernaussage wurde der Film 1962 im Kanton Schwyz verboten.

## Kritiken
„Antispiessertum für Spiesser.“

Paimann’s Filmlisten resümierte: „Ein auf der Schneide der Dezenz äquilibrierender Stoff, der trotz gelegentlicher Turbulenz (Liebesszenen im Tricktempo) gemächlich inszeniert, nicht ohne Selbstironie dargestellt … und aufgemacht [ist].“

„Auch wenn diese Sittenkomödie, die sich als Satire gibt, nicht in die Klamotte abgleitet, so übersteigt sie andererseits auch nicht das Niveau der einfachen Persiflage und bleibt ohne wirkliche Überzeugungskraft. Die Karikaturen sind zu dick aufgetragen, um wirklich unter die Haut zu gehen, und die Sottisen auf die Frömmler rennen nach dem Siegeszug von La dolce vita offene Türen ein. Die Autoren hüten sich wohl, die unübersehbaren Schwächen ihrer Mitbürger wirklich zu geisseln.“

Im Lexikon des internationalen Films heißt es: „Geglückt an dem dialogreichen Spottstück auf die bürgerliche Doppelmoral sind seine ironischen Pointen bei der Persiflage der Schweizer Lebensart.“